# Pedro Cresimiro IV

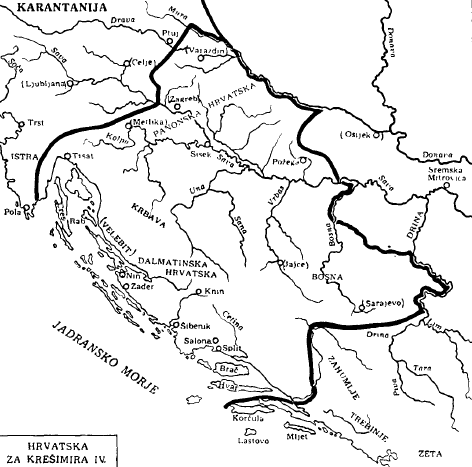
Reino da Croácia durante o reinado de Pedro Cresimiro IV

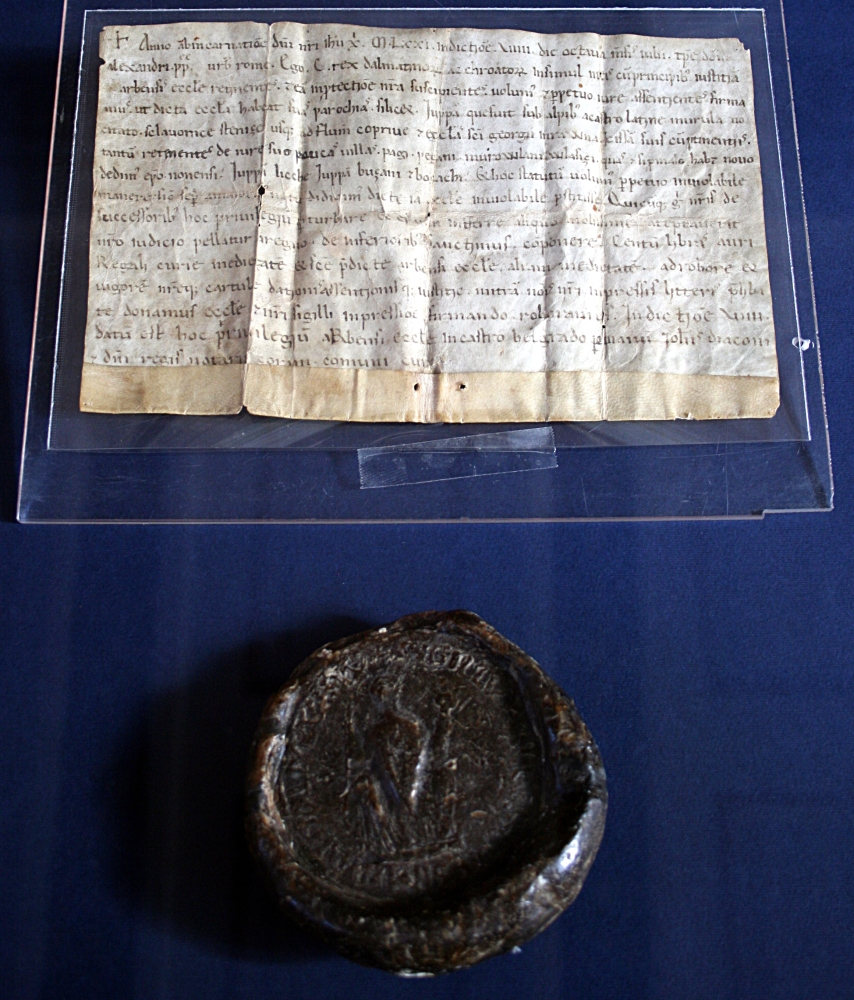
Confirmação da doação do rei de parcelas do território croata para a diocese de Rap

Pedro Cresimiro IV, chamado o Grande (em croata: Petar Krešimir IV Veliki; em latim: Petrus Cresimirus; m. 1074/1075) foi um energético rei da Croácia de 1059 até sua morte em 1074/1075. Foi o último grande governante do ramo de Cresimiro da dinastia de Trepimiro. Sob seu reinado o Reino da Croácia alcançou seu apogeu territorial, o que lhe valeu o apelido de "o Grande", sendo este o único caso na história croata. Manteve sua capital Nin e Biogrado, contudo, a cidade de Sebenico detém uma estátua dele e às vezes seja chamada de "cidade de Cresimiro" (em croata: Krešimirov grad), pois é geralmente creditado como o fundador.

## Reinado

### Política religiosa
Pedro Cresimiro era um dos filhos do rei Estêvão I (r. 1030–1058) e sua esposa Hicela Orseolo, que foi possivelmente de ascendência veneziana. Antes de ascender ao trono, Cresimiro estava sob suspeita de ter assassinado seu irmão Castimiro (Goislau) de modo a assegurar o trono para si. Finalmente, a Igreja decidiu interferir, e o papa Alexandre II enviou um de seus delegados para inquerir sobre a morte de Castimiro. Apenas após o príncipe e 12 zupanos croatas jurarem não terem matado o irmão de Cresimiro, o papa deu apoio a sua reivindicação e simbolicamente restaurou seu poder real. Criado em Veneza, Cresimiro sucedeu seu pai Estêvão após sua morte em 1058 e foi coroado no ano seguinte. Não é sabido onde sua coroação ocorreu, mas alguns historiadores sugerem Biogrado como uma possibilidade.
Desde o início continuou as políticas de seu pai, mas foi imediatamente solicitado pelo papa Nicolau II pela primeira vez em 1059 e então em 1160 para reformar a Igreja croata de acordo com o rito romano. Isto foi especialmente significativo para o papado no rescaldo do Grande Cisma do Oriente de 1054, quando uma aliança papal nos Bálcãs foi uma necessidade. Cresimiro e a alta nobreza emprestaram o apoio deles para o papa e a Igreja de Roma. A baixa nobreza e o campesinato, contudo, estavam menos dispostos à reformas. O sacerdócio croata estava alinhado em direção ao orientalismo bizantino, incluindo com as longas barbas e o casamento. Mais do que isso, o serviço eclesiástico provavelmente foi praticado no eslavo nativo (glagolítico), enquanto o papa exigia a prática em latim. Isto causou uma rebelião do clero liderada por um padre chamado Vuco contra o celibato e a liturgia latina em 1063, mas foram proclamados heréticos num sínodo de 1064 e excomungados, uma decisão que Cresimiro apoiou. Reprimiu duramente toda a oposição e sofreu um alinhamento firme em direção ao catolicismo ocidental, com a intenção de integrar mais plenamente a população dálmata em seu reino. Por sua vez, podia então usá-los para equilibrar a energia causada pela classe feudal crescente. Pelo final do reinado de Cresimiro, o feudalismo tinha feito incursões permanentes na sociedade da Croácia e Dalmácia e tinha sido permanentemente associado ao Estado croata.
A renda das cidades fortaleceu ainda mais o poder de Cresimiro e subsequentemente promoveu o desenvolvimento de mais cidades, tais como Biogrado, Nin, Sebenico, Karin e Escardona. Também construiu vários mosteiros, como o mosteiro beneditino de São João, o Evangelista em Biogrado, e doou muitas terras para a Igreja. Em 1066, concedeu um alvará para o novo mosteiro de Santa Maria, em Zadar, onde a fundadora e primeira freira foi sua prima, a abadessa Čika. Este continuou a ser o mais antigo monumento croata na cidade de Zadar, e tornou-se uma ponta de lança para o movimento de reforma. Vários outros mosteiros beneditinos foram também fundados durante seu reinado, incluindo aquele em Escardona.

### Política territorial
Cresimiro expandiu a Croácia ao longo do litoral Adriático e no leste do continente. Fez o bano da Eslavônia, Demétrio Sunimírio, do ramo Svetoslavic de sua casa, seu principal assessor com o título de duque (ou bano) da Croácia. Este ato trouxe a Eslavônia para a dobra croata definitivamente. É notável que, de acordo com alguns documentos reais, reinou com três de seus banos, cada tendo uma jurisdição sobre uma grande parte do reino; Sunimírio como o bano da Eslavônia (ca. 1065-1075), Goicho (1060-1069) como bano do litoral croata e um bano da Bósnia.
Em 1069, deu a ilha de Maun, próxima de Nin, para o mosteiro de São Krševan em Zadas, em agradecimento para a "expansão do reino em terra e em mar, pela graça do onipresente Deus" (em latim: quia Deus omnipotenus terra marique nostrum prolungavit regnum). Em seu documento sobrevivente, Cresimiro, no entanto, não deixou de salientar que era "nossa própria ilha que ficava em nosso próprio mar dálmata" (em latim: nostram propriam insulam in nostro Dalmatico mari sitam, que vocatur Mauni).

### Relações com o Império Bizantino e normandos
Em 1069, o Império Bizantino reconheceu-o como governante supremo das partes da Dalmácia bizantina que estavam sob controle imperial desde a luta dinástica croata de 997. Aproveitando-se da distração do imperador com sua guerra com os turcos seljúcidas na Ásia Menor e com os normandos no sul da Itália, Cresimiro evitou uma nomeação imperial como procônsul ou eparca, consolidando suas propriedades como o "Reino da Dalmácia e Croácia" (regnum Dalmatiae et Chroatia). Isto não foi um título formal, mas designou um território político-administrativo unificado, que tinha sido o principal desejo dos reis croatas.
Durante o reinado de Cresimiro, os normandos estiveram envolvidos na política dos Bálcãs e logo Cresimiro entrou em contato com eles. Após a batalha de Manzicerta de 1071, quando os turcos seljúcidas desbarataram o exército bizantino, os sérvios instigaram uma rebelião dos boiardos eslavos na Macedônia. Em 1072, Cresimiro emprestou seu auxílio ao levante. Contudo, contra todas as possibilidades, o império de forma relativamente rápida retalhou-o em 1074. Em 1075, o conde normando Amico invadiu a Croácia do sul da Itália, seja por ordem de Constantinopla ou em nome das cidades dálmatas (por convite para protegê-las da dominação croata). Amido sitiou Rab por quase um mês (final de Abril e começo de Maio). Falhou em tomar a ilha, mas alegadamente conseguiu capturar o próprio rei croata em alguma lugar não identificado. Em troca de sua libertação, Cresimiro foi forçado a abandonar muitas cidades, incluindo suas capitais, bem como Zadar, Espalato e Trogir. Seus seguidores também coletaram um grande resgate. Porém, não foi libertado. Ao longo dos próximos dois anos, a República de Veneza baniu os normandos e garantiu as cidades para si.

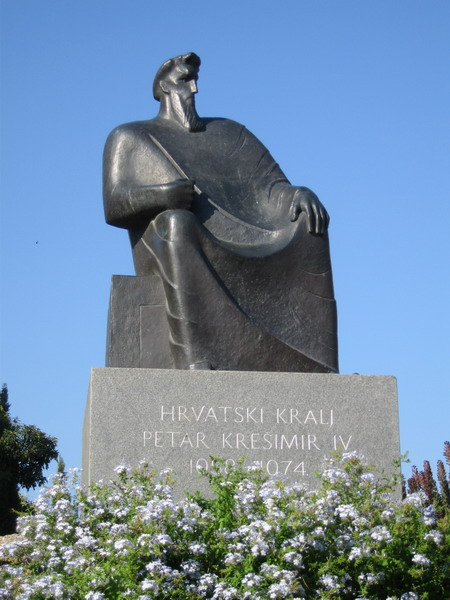
Estátua de Pedro Cresimiro IV em Sebenico

### Morte e sucessão
Próximo do final de seu reinado, Pedro Cresimiro não tinha filhos, exceto uma filha chamada Neda. Seus irmãos estavam mortos, por isso sua morte significou o fim o ramo croata da Dinastia de Trepimiro fundado pelo usurpador Cresimiro III (r. 1000–1030). Pedro Cresimiro designou seu primo Demétrio Sunimírio, duque da Eslavônia, como seu herdeiro, que restaurou o ramo dinástico de Esvetoslau Suronja (r. 997–1000). De acordo com alguns historiadores, Sunimírio depôs Pedro. É incerto se Pedro morreu em uma prisão normanda durante a primeira metade de 1075. De acordo com João Lúcio, um usurpador, Eslavaco, sucedeu-o no trono em algum momento em 1074, e reinou apenas por um ano, antes da sucessão por Sunimírio. Cresimiro foi enterrado na igreja de São Estêvão, em Solin, junto com outros duques e reis da Croácia. Infelizmente, vários séculos depois os turcos otomanos destruíram a igreja, baniram os monges que o tinham preservado, e destruíram as tumbas.

## Legado
Cresimiro é, por alguns historiadores, considerado como um dos maiores governantes croatas. Tomás, o Arquidiácono nomeia-o "o Grande" em seu trabalho Historia Salonitana durante o século XIII por sua importância na unificação das cidades costeiras da Dalmácia com o Estado croata, além do apogeu da expansão territorial da Croácia. O (RTOP-11) da marinha da Croácia foi nomeado em sua homenagem. A cidade de Sebenico tem uma estátua dele e algumas escolas na vizinhança foram nomeadas em sua homenagem.